# Tucanes de Amazonas Fútbol Club
Il Tucanes de Amazonas Fútbol Club è una società calcistica venezuelana con sede nella città di Puerto Ayacucho. 

## Storia
Il club è stato fondato nel 2008. Nel 2008/09 il club ha partecipato al torneo di Segunda División B, terzo livello del campionato nazionale. L'anno successivo la squadra ha preso parte al torneo Segunda División A, secondo livello nazionale, invitata dalla federazione. Al termine della stagione 2010/11 i Tucanes hanno ottenuto il secondo posto nel quadrangolare finale della Segunda División A e si sono guadagnati la promozione in Primera División assieme ai Llaneros de Guanare.
La squadra ha partecipato anche a tre edizioni della Copa Venezuela, ottenendo come massimo risultato il passaggio ai quarti di finale nell'edizione 2011.

## Palmarès

### Competizioni nazionali
- Segunda División: 1

2012-2013

### Altri piazzamenti
- Segunda División:

Secondo posto: 2010-2011